# Villacerf
Villacerf – miejscowość i gmina we Francji, w regionie Grand Est, w departamencie Aube.
Według danych na rok 1990 gminę zamieszkiwało 390 osób, a gęstość zaludnienia wynosiła 40 osób/km².

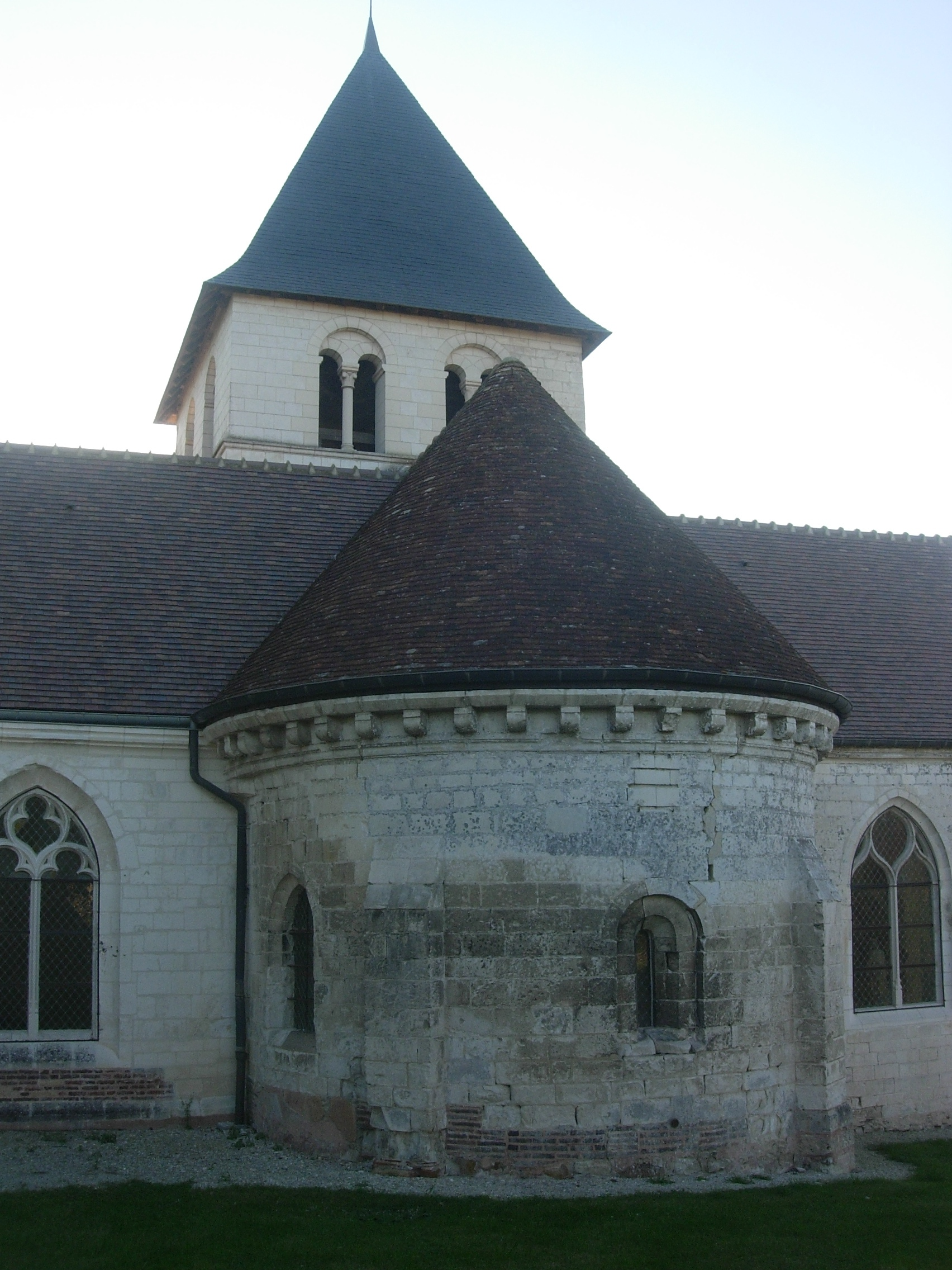
Kościół w Villacerf, 2011